# 31 décembre
Pour les articles homonymes, voir Trente-et-Un-Décembre.
31 novembre 31 janvier
Chronologies thématiques
- Croisades
- Ferroviaires
- Sports
- Disney
- Anarchisme
- Catholicisme

Abréviations / Voir aussi
- (° 1852) = né en 1852
- († 1885) = mort en 1885
- a.s. = calendrier julien
- n.s. = calendrier grégorien
- Calendrier
- Calendrier perpétuel
- Liste de calendriers
- Naissances du jour

Le 31 décembre est le 365e jour de l'année du calendrier grégorien, le 366e en cas d'année bissextile.
C'était généralement le 11e jour du mois de nivôse dans le calendrier républicain français, officiellement dénommé jour du granit.

## Événements

### Iersiècleav. J.-C.
- -32 : fin du second triumvirat romain.

### IIesiècle
- 192 : assassinat de l'empereur romain Commode.

### VIesiècle
- 535 : le général byzantin Bélisaire célèbre la conquête de la Sicile et la clôture de son consulat à Syracuse.

### XIIIesiècle
- 1225 : Trần Thái Tông devient empereur, et premier représentant de la dynastie Trần, au Đại Việt (ancêtre du Viêt Nam).
- 1229 : lors de la conquête de Majorque, les troupes de Jacques Ier d'Aragon massacrent les habitants de Medina Mayorqua.

### XVesiècle
- 1494 : l'armée du roi de France Charles VIII entre dans Rome.

### XVIesiècle
- 1600 : création de la Compagnie britannique des Indes orientales.

### XVIIesiècle
- 1687 : à l'instigation de la Compagnie des Indes orientales, un premier navire transportant des réfugiés huguenots d'origines françaises quitte la Hollande pour coloniser des terres du Cap de Bonne-Espérance, à la pointe sud de l'Afrique.

### XVIIIesiècle
- 1775 : bataille de Québec, entre les forces de l'Armée continentale américaine, et celles des Britanniques, dans les premiers stades de la guerre d'indépendance américaine.
- 1776 : arrivée à Paris et Versailles de Benjamin Franklin, pour demander l'aide de la France aux insurgents d'Amérique [réf. nécessaire]
- 1793 : quatrième bataille de Machecoul, pendant la guerre de Vendée.

### XIXesiècle
- 1810 : les Anglais occupent la Guadeloupe.
- 1813 : restauration de la République de Genève.
- 1851 : abolition de la Constitution autrichienne.
- 1857 : Ottawa est choisie comme capitale de la colonie du Canada-Uni, par la reine Victoria du Royaume-Uni.
- 1862 : début de la Bataille de la Stones River, pendant la guerre de Sécession.

### XXesiècle
- 1944 : lancement de l'opération Nordwind, une des dernières offensives militaires de la Wehrmacht allemande sur son front de l'Ouest, durant la Seconde Guerre mondiale.
- 1946 : le président américain Harry S. Truman proclame officiellement la fin de la cette dernière.
- 1951 : le plan Marshall d'aide à l'Europe prend fin, à minuit.
- 1961 : à Beyrouth, échec d'une tentative de coup d'État du Parti social nationaliste syrien.
- 1963 : dissolution de la Fédération d'Afrique centrale, formée de la Rhodésie du Nord, de la Rhodésie du Sud, et du Nyassaland.
- 1964 : le président indonésien Soekarno menace de quitter les Nations unies, si la Malaisie est admise dans l'organisation.
- 1965 : coup d'État de Jean-Bédel Bokassa, en Centrafrique.
- 1975 : Henry Everard est élu président par interim de la République de Rhodésie.
- 1977 : à Téhéran, le président Jimmy Carter rencontre le Shah d'Iran.
- 1978 : l'agitation anti-monarchiste se poursuit en Iran, où plus de 200 personnes auraient été tuées, au cours d'une seule fin de semaine.
- 1980 : démission du président sénégalais Léopold Sédar Senghor, remplacé par Abdou Diouf qui nomme Habib Thiam Premier ministre.
- 1983 : coup d'État au Nigeria, par le général Muhammadu Buhari.
- 1984 : les États-Unis quittent l'UNESCO.
- 1985 : un an après les États-Unis, la Grande-Bretagne se retire de l'UNESCO.
- 1987 : Robert Mugabe est élu président du Zimbabwe.
- 1991 : le gouvernement du Salvador et le FMLN signent un accord, débouchant sur un traité de paix après 12 ans de guerre.
- 1992 : dissolution de la Tchécoslovaquie, et naissance de la République tchèque et de la République slovaque séparées l'une de l'autre.
- 1999 :
  - rétrocession du canal de Panama par les États-Unis au Panama.
  - le président russe Boris Eltsine démissionne pour raisons de santé. Son premier ministre Vladimir Poutine devient dès lors, de facto, le second président de la Russie.

### XXIesiècle
- 2004 : en Ukraine, Viktor Ianoukovytch démissionne de son poste de Premier ministre.
- 2010 : l'Estonie est le 17e État de l'Union européenne à intégrer l'Union économique et monétaire en adoptant l’euro.
- 2013 : La Lettonie devient le 18e pays de l'Union européenne à adopter l'euro.
- 2016 : signature de l'accord de la Saint-Sylvestre, en république démocratique du Congo.
- 2023 : retrait du Mali de la MINUSMA.
- 2024 : le Zimbabwe abolit la peine de mort[1].

## Arts, culture et religion
- 1578 : création de l'ordre du Saint-Esprit, par le roi de France Henri III, en pleine guerre de religion.
- 1896 : inauguration du Théâtre Amazonas.

- 1904 : inauguration du siège social du New York Times, le One Times Square.
- 1913 : en France, loi sur les monuments historiques.
- 1929 : le pape Pie XI promulgue l'encyclique Divini illius Magistri.
- 1930 : Pie XI promulgue l'encyclique Casti connubii.
- 1946 : sermon de la Saint-Sylvestre du cardinal Joseph Frings.
- 1973 : premier concert du groupe de hard rock australo-écossais AC/DC.
- 2022 : mort du pape émérite Benoît XVI (photo) au monastère Mater Ecclesiae, où il était retiré depuis sa renonciation en février 2013.

## Sciences et techniques
- 1879 : première démonstration publique de la lampe à incandescence par Thomas Edison, au Menlo Park du New Jersey (États-Unis).
- 1908 : les frères Wright battent le record de distance parcourue avec un avion (124,7 km).
- 1909 : ouverture au public du pont de Manhattan, à New York.
- 1968 : vol inaugural du Tupolev Tu-144, premier avion civil supersonique.
- 1972 : apparition en France de la 3e chaîne de télévision en couleur, présentée par Jean Amadou en même temps que la chanteuse Anne-Marie David comme marraine inauguratrice de ladite "3"[2].
- 2004 : inauguration du Taipei 101, alors 3e plus grand gratte-ciel du monde.
- 2009 : éclipse lunaire, pendant une lune bleue.
- 2011 : la sonde spatiale Ebb, de Gravity Recovery and Interior Laboratory, est mise en orbite autour de la Lune.
- 2015 : les émetteurs diffusant en ondes moyennes les programmes de Radio France, de RTL Radio et de Deutschlandfunk cessent d'être utilisés[3],[4].
- 2016 : France Inter cesse d'émettre en Grandes Ondes, mais le signal horaire est maintenu[5].
- 2018 : la RTBF belge francophone arrête d'utiliser les ondes moyennes pour la diffusion de ses programmes[6].
- 2019 : arrêt définitif de l'émetteur "Grandes Ondes" d'Europe 1[7].

## Économie et société
- 1759 : Arthur Guinness signe un bail lui accordant l'usage d'une brasserie à Dublin, en actuelle Eire, pour fabriquer la bière Guinness.
- 1790 : à Vienne, parution du premier journal grec, l’Ephiméris.
- 1922 : en France, le permis de conduire est institué, par une modification du code de la route.
- 1923 : première émission du carillon de Big Ben sur la radio britannique BBC.
- 1970 : en France, vote de la loi instaurant l'interdiction de l'usage de stupéfiant, et de la provocation à cet usage, et maintenant une répression sévère concernant son trafic, ainsi que l'obligation de soin en l'associant à la gratuité et à l'anonymat.
- 1978 : en Espagne, 47 000 tonnes de pétrole sont déversées en mer, lors de l'accident de l'Andros Patria, au large du cap Finisterre.

## Naissances

### XIVesiècle
- 1378 : Calixte III, pape († 6 août 1458).

### XVIesiècle
- 1514 : André Vésale, André Wytinck dit de Wesel, anatomiste et médecin brabançon († 15 octobre 1564).
- 1550 : Henri de Lorraine dit le Balafré, 3e duc de Guise († 23 décembre 1588).
- 1572 : Go-Yōzei, 107e empereur du Japon († 25 septembre 1617).

### XVIIesiècle
- 1632 : Abbas II, septième chah Séfévide d'Iran († 25 septembre 1666).
- 1668 : Hermann Boerhaave, médecin et botaniste néerlandais († 23 septembre 1738).

### XVIIIesiècle
- 1738 : Charles Cornwallis, général britannique († 5 octobre 1805).
- 1763 : Pierre Charles Silvestre de Villeneuve, officier de la Marine royale française († 22 avril 1806).
- 1776 : Johann Gaspar Spurzheim, neuroscientifique et phrénologue franco-allemand (° 10 novembre 1832).
- 1777 : Louis Henri de Saulces de Freycinet, officier de marine française († 21 mars 1840).

### XIXesiècle
- 1805 : Marie d'Agoult, femme de lettres française († 5 mars 1876).
- 1838 : Jules Dalou, sculpteur français († 15 avril 1902).
- 1847 : Joseph Decker, anarchiste français († XXe siècle).
- 1857 : King Kelly, joueur de baseball américain († 8 novembre 1894).
- 1872 : Joseph Garat, homme politique français († 28 décembre 1944).
- 1860 : Horace Lyne, joueur de rugby gallois († 1er mai 1949).
- 1866 : Enriqueta Compte y Riqué, pédagogue uruguayenne († 18 octobre 1949).
- 1869 : Henri Matisse, peintre fauviste français († 3 novembre 1954).
- 1875 : Jeanne de Vietinghoff, écrivaine belge († 15 juin 1926).
- 1880 : George Marshall, militaire et homme politique américain, Prix Nobel de la paix en 1953 († 16 octobre 1959).
- 1881 : Elizabeth Arden, cosmétologue et femme d'affaires américano-canadienne († 18 octobre 1966).
- 1884 : Charles Renaux, footballeur français († 17 octobre 1971).
- 1887 : Gaston Modot, acteur français († 19 février 1970).
- 1889 : 
  - Marcel Pilet-Golaz, homme politique suisse († 11 avril 1958).
  - Daryl Lindsay, peintre australien († 25 décembre 1976).
- 1897 : 
  - Rhys Williams, acteur gallois († 28 mai 1969).
  - Orry-Kelly, costumier américain († 27 février 1964).
- 1899 : Silvestre Revueltas, compositeur mexicain († 5 octobre 1940).
- 1900 : Lothar Berger, officier militaire allemand († 5 novembre 1971).

### XXesiècle
- 1901 : Lionel Daunais, chanteur et compositeur québécois († 18 juillet 1982).
- 1903 : Nathan Milstein, violoniste de concert américain d’origine ukrainienne († 21 décembre 1992).
- 1905 :
  - Chikako Hosokawa, actrice japonaise († 20 mars 1976).
  - Guy Mollet, homme politique français († 3 octobre 1975).
  - Jule Styne, compositeur et producteur américain d’origine britannique († 20 septembre 1994).
- 1908 : Simon Wiesenthal, survivant autrichien de la Shoah, fondateur d'un Centre de documentation à Vienne († 20 septembre 2005).
- 1909 : Jonah Jones, trompettiste de jazz américain († 30 avril 2000).
- 1910 : 
  - Charles Lederer, scénariste et producteur américain († 5 mars 1976).
  - Fernando Carrere, directeur artistique et décorateur († 2 septembre 1998).
- 1913 : Jean-Paul Martin, haut fonctionnaire français († 12 décembre 1986).
- 1914 : Jacques Loew, réalisateur français († 24 décembre 1975).
- 1916 : Helen Eustis, écrivaine américaine († 11 janvier 2015).
- 1917 : 
  - Suzy Delair, actrice et chanteuse française centenaire († 15 mars 2020).
  - Robert Geatrex « Red » Heron, hockeyeur professionnel canadien († 14 décembre 1990).
- 1918 : Gunder Hägg, athlète de demi-fond suédois († 27 novembre 2004).
- 1920 :
  - Rex Allen, acteur, compositeur et chanteur américain († 17 décembre 1999).
  - Jean Chabbert, évêque catholique français, archevêque émérite de Perpignan († 20 septembre 2016).
- 1924 : 
  - Boris Koulaguine, joueur et entraîneur soviétique de hockey sur glace († 25 janvier 1988).
  - Victoria Draves, plongeuse américaine double championne olympique († 11 avril 2010).
- 1928 : Siné, dessinateur français († 5 mai 2016).
- 1929 : Francesco Alberoni, sociologue et journaliste italien.
- 1930 : Odetta chanteuse, actrice, guitariste, compositrice et militante des droits de l'homme américaine († 2 décembre 2008)
- 1931 : 
  - Michel Bernard, athlète français spécialiste de courses de demi-fond et de fond († 14 février 2019).
  - Jean Fournet-Fayard, footballeur français († 9 février 2020).
  - Tom Rolf, monteur américain († 14 juillet 2014).
- 1932 : Paolo Villaggio, écrivain, animateur de télévision et comique italien († 3 juillet 2017).
- 1933 :
  - Edward Bunker, écrivain américain († 19 juillet 2005).
  - Mohamed Sayah, homme politique tunisien († 15 mars 2018).
- 1934 : 
  - Douglas Blubaugh, lutteur américain champion olympique († 16 mai 2011).
  - Roger Diamantis, producteur cinématographique et directeur de salle de cinéma français à Paris 6è († 15 juin 2010).
- 1935 : Salmane ben Abdelaziz Al Saoud, roi d’Arabie saoudite.
- 1937 : 
  - Anthony Hopkins, acteur américain d'origine britannique.
  - Hal Rogers, homme politique américain.
  - Milutin Šoškić, footballeur serbe († 27 août 2022).
  - Charles Descours, homme politique français
- 1938 : Rosalind Cash, actrice américaine († 31 octobre 1995).
- 1939 : Willye White, athlète américaine († 6 février 2007).
- 1940 : Tim Considine, acteur, scénariste et réalisateur américain († 3 mars 2022).
- 1941 :
  - Alex Ferguson, entraîneur de football écossais anobli.
  - Sarah Miles, actrice anglaise.
  - Sean S. Cunningham, réalisateur, producteur et scénariste américain.
- 1942 : Andy Summers, guitariste anglais du trio musical The Police.
- 1943 :
  - Roland Blanche, acteur français († 13 septembre 1999).
  - John Denver, chanteur américain († 12 octobre 1997).
  - Ben Kingsley, acteur britannique.
  - Pete Quaife, bassiste britannique du groupe The Kinks († 24 juin 2010).
  - Christiane Nuss, athlète française.
- 1944 : 
  - Taylor Hackford, réalisateur et producteur américain.
  - Marcel Rufo, pédopsychiatre et écrivain français.
- 1945 : 
  - Barbara Carrera, actrice américaine.
  - Vernon Wells, acteur australien.
- 1946 : Cliff Richey, joueur de tennis américain.
- 1947 :
  - Burton Cummings, auteur-compositeur et interprète canadien du groupe The Guess Who.
  - Rita Lee, chanteuse, compositrice et musicienne brésilienne.
  - Tim Matheson, acteur, réalisateur et producteur américain.
  - Gerhard Ludwig Müller, évêque allemand.
- 1948 :
  - Viktor M. Afanasyev, cosmonaute russe.
  - René Robert, hockeyeur professionnel québécois († 22 juin 2021).
  - Donna Summer, chanteuse américaine de disco († 17 mai 2012).
  - Joe Dallesandro, acteur américain.
  - Daniel Díaz Torres, réalisateur et scénariste cubain († 16 septembre 2013).
- 1949 :
  - Normand de Bellefeuille, poète, écrivain et critique littéraire québécois († 8 janvier 2024).
  - Guy Cotret, homme d'affaires français.
  - Neil Crang, pilote de course automobile australien († 20 juillet 2020).
  - Bruce Davidson, cavalier américain champion olympique.
  - Flora Gomes, réalisateur bissau-guinéen.
  - Jean-Paul Penin, chef d'orchestre français.
- 1951 : Tom Hamilton, bassiste du groupe Aerosmith.
- 1952 : Jean-Pierre Rives, joueur de rugby français.
- 1953 : 
  - Jane Badler, actrice américaine.
  - James Remar, acteur américain.
- 1954 : 
  - Stefano Madia, journaliste et acteur italien († 16 décembre 2004).
  - Alex Salmond, homme politique britannique.
  - Christine Scheiblich, rameuse est-allemande championne olympique en skiff.
- 1955 : 
  - Gregor Braun, cycliste sur piste et sur route allemand.
  - Jim Pillen, homme politique américain.
- 1956 : 
  - Martin Fettman, astronaute américain.
  - Jarosław Guzy, homme politique polonais.
  - Hussein Ahmed Salah, marathonien djiboutien, médaillé olympique.
  - Lyonel Trouillot, écrivain haïtien.
- 1957 : 
  - Fabrizio Meoni, motard italien († 11 janvier 2005).
  - Dominic Vittet, navigateur français.
- 1958 :
  - Geoff Marsh, joueur de cricket australien.
  - Bebe Neuwirth, actrice américaine.
  - Tomomi Mochizuki, réalisateur japonais.
  - Defao, chanteur congolais († 27 décembre 2021).
- 1959 : 
  - Val Kilmer, acteur américain.
  - Kodjovi Mawuéna, footballeur togolais.
  - Ronnie del Carmen, dessinateur de bande dessinée et animateur américano-philippin.
- 1960 : 
  - John Allen Muhammad, tueur en série américain.
  - Mio Takaki, actrice japonaise.
  - Steve Bruce, footballeur anglais.
- 1961 : 
  - Joanna Johnson, actrice, scénariste et productrice américaine.
  - Nina Li Chi, actrice chinoise.
- 1962 :
  - Tyrone Corbin, basketteur américain.
  - Don Diamont, acteur américain.
  - Jeff Flake, homme politique américain.
  - Manuel Cuesta Morúa, historien et opposant politique cubain.
- 1963 : 
  - Katana Gégé Bukuru, femme politique congolaise.
  - Paul Gillis, hockeyeur professionnel canadien.
  - Valérie Steffen, actrice française.
- 1964 : 
  - Valentina Vargas, actrice chilienne.
  - Andreas Prochaska, monteur, scénariste et réalisateur autrichien.
- 1965 : Gong Li, actrice chinoise.
- 1966 :
  - Adam Rifkin, scénariste, acteur, réalisateur et producteur américain.
  - Bruce Ramsay, acteur canadien.
  - Jean-Stéphane Sauvaire, réalisateur, producteur et scénariste français.
  - Nicholas Sparks, romancier, scénariste et producteur américain.
  - Jean-Noël Cabezas, footballeur français.
- 1967 : Rebecca Rigg, actrice australienne.
- 1968 : Lemina Mint El Kotob Ould Moma, femme politique mauritanienne.
- 1969 : 
  - Lahcen Abrami, footballeur marocain.
  - Natalia Dontcheva, actrice franco-bulgare.
  - Trent Opaloch, monteur canadien.
  - Emmanuel Orhant, médecin sportif français.
  - François Pesenti, journaliste et dirigeant de médias français.
- 1970 : 
  - Mohamedou Ould Slahi, écrivain mauritanien.
  - Cyrille Legendre, écrivain et journaliste français.
  - Chandra West, actrice canadienne.
  - Driss Benzekri, footballeur marocain.
- 1971 :
  - Brent Barry, basketteur américain.
  - Vanessa Burggraf, journaliste et présentatrice française.
  - Liad Shoham, écrivain israélien.
  - Ricardo López, footballeur espagnol.
- 1972 :
  - Grégory Coupet, footballeur français.
  - Joey McIntyre, chanteur américain du groupe New Kids on the Block.
- 1973 : 
  - Illiza Sa'aduddin Djamal, femme politique indonésienne.
  - Amir Karić, footballeur slovène.
- 1974 :
  - Véronique Cloutier, actrice et animatrice québécoise.
  - Tony Kanaan, pilote automobile brésilien.
  - Priscilla Shirer, actrice américaine.
  - Mario Aerts, coureur cycliste belge.
- 1975 : Yann Capet, homme politique français.
- 1976 :
  - Chris Terrio, scénariste, acteur, réalisateur et producteur américain.
  - Steve Byers, réalisateur et scénariste américain.
  - Ibrahima Bakayoko, footballeur ivoirien.
  - Kader Ayd, réalisateur, scénariste, acteur et producteur de cinéma français.
- 1977 :
  - Marta Hazas, actrice espagnole.
  - Audrey Dussutour, chercheuse et biologiste française.
  - PSY (Park Jae-Sang / 박재상 dit), chanteur sud-coréen.
  - Charline Vanhoenacker, humoriste belge.
  - Wardy Alfaro, footballeur costaricien.
- 1979 :
  - Jan Marek, hockeyeur sur glace tchèque († 7 septembre 2011).
  - Danny Watts, pilote de courses automobile anglais.
  - Josh Hawley, homme politique américain.
  - Elaine Cassidy, comédienne irlandaise.
  - Agnieszka Grochowska, actrice polonaise.
  - Ivica Olić, footballeur croate.
- 1980 : 
  - Richie McCaw, rugbyman néo-zélandais et capitaine des All Blacks.
  - Carsten Schlangen, athlète de demi-fond allemand.
- 1981 : 
  - Francisco García, basketteur dominicain.
  - Amadou Makhtar N'Diaye, footballeur sénégalais.
- 1982 :
  - Craig Gordon, footballeur écossais.
  - Charles Judson Wallace, basketteur américain.
- 1983 :
  - Simon Astier, acteur français.
  - Jana Veselá, basketteuse tchèque.
  - Noam Jenkins, acteur américain.
- 1984 :
  - Fannette Charvier, femme politique française.
  - Amélie Coquet, footballeuse française.
  - Corey Crawford, hockeyeur canadien.
  - Lise Magnier, femme politique française.
  - Martin Millerioux, hockeyeur sur glace français.
- 1985 : Victoire L'or Ngon Ntame, volleyeuse camerounaise.
- 1986 : 
  - Emmanuel Koné, footballeur ivoirien.
  - Yekaterina Kostetskaya, athlète russe.
  - Olga Raonić, volleyeuse serbe.
- 1987 :
  - Susan Wokoma, actrice britannique.
  - Fabri, footballeur espagnol.
  - Korcan Çelikay, footballeur turc.
  - Javaris Crittenton, basketteur américain.
  - Djavan, footballeur brésilien.
  - Seydou Doumbia, footballeur ivoirien.
  - Réginal Goreux, footballeur haïtien.
  - Émilie Le Pennec, gymnaste française.
  - Nemanja Nikolić, footballeur hongrois.
  - Julie Duval, joueuse de rugby française.
- 1988 :
  - Álex Colomé, joueur de baseball dominicain.
  - Joyce Cousseins-Smith, basketteuse française.
  - Kyle Johnson, basketteur anglais.
  - Alain Traoré, footballeur franco-burkinabé.
- 1989 :
  - Mamadou Bagayoko, footballeur ivoirien.
  - Kelvin Herrera, joueur de baseball dominicain.
  - Mohammed Rabiu, footballeur ghanéen.
  - Darwin Cerén, footballeur salvadorien.
  - Tsvetan Sokolov, volleyeur bulgare.
  - Brydan Klein, joueur de tennis australo-britannique.
  - Line Jørgensen, handballeuse danoise.
  - Kelvin Herrera, joueur de baseball dominicain.
- 1990 :
  - Patrick Chan, patineur artistique canadien.
  - Tjiuee Uanivi, joueur de rugby namibien.
  - Carlos Martens Bilongo, homme politique français.
  - Lago Junior, footballeur ivoirien.
  - Baba Tchagouni, footballeur togolais.
  - Charles Philibert-Thiboutot, athlète canadien.
- 1991 :
  - Kelsey Bone, basketteuse américaine.
  - Djené Dakonam, footballeur togolais.
  - Mamadou Fall, footballeur sénégalais.
  - N.D. Stevenson, auteur de bande dessinée, scénariste et producteur américain.
- 1993 : 
  - Christopher Tolofua, joueur de rugby français.
  - Amato Ciciretti, footballeur italien.
  - Bradley Dack, footballeur anglais.
  - Gonzalo Bertranou, joueur de rugby argentin.
  - Denis Vasilev, handballeur russe.
  - Saoussen Boudiaf, escrimeuse franco-algérienne.
- 1994 :
  - Babacar Gueye, footballeur sénégalais.
  - Ngonda Muzinga, footballeur congolais.
  - Djibril Diaw, footballeur sénégalais
- 1995 :
  - Gabrielle Douglas, gymnaste artistique afro-américaine.
  - Joher Rassoul, footballeur sénégalais.
  - Edmond Sumner, basketteur sénégalais.
- 1996 : 
  - Moustapha Diaw, footballeur mauritanien.
  - Alexander Bolshunov, fondeur russe.
- 1997 : 
  - Ilzat Akhmetov, footballeur russe.
  - Cameron Carter-Vickers, footballeur américain.
  - Ludovic Blas, footballeur français.
  - Moctar Sidi El Hacen, footballeur mauritanien.
  - Bright Osayi-Samuel, footballeur nigérian.
- 1999 : 
  - Leif Davis, footballeur anglais.
  - Calvin Bassey, footballeur anglo-italo-nigérian.
  - Winfred Mutile Yavi, athlète bahreïnie.

### XXIesiècle
- 2002 : 
  - Joe Scally, footballeur américain.
  - Ștefan Baiaram, footballeur roumain.
- 2005 : Lakshmi Tatma, fillette indienne souffrant d'ischiopagus, malformation humaine (née avec quatre bras et quatre jambes).

## Décès

### IIesiècle
- 192 : Commode, empereur romain (° 31 août 161).

### IVesiècle
- 335 : Sylvestre Ier, pape (° inconnue).

### Vesiècle
- 491 : Isaïe de Gaza, ermite (° inconnue).

### XIIesiècle
- 1164 : Ottokar III de Styrie (° 1124).
- 1194 : Léopold V d'Autriche, duc d'Autriche et de Styrie (° 1157).

### XIIIesiècle
- 1298 : Humphrey de Bohun, baron anglais, comte d'Hereford et comte d'Essex (° v. 1249).

### XIVesiècle
- 1303 : Ferry III de Lorraine, duc de Lorraine (° v. 1240).
- 1344 : Otto Ier de Poméranie (° v. 1280).
- 1384 : John Wyclif, théologien anglais et précurseur de la Réforme anglaise (° v. 1330).

### XVesiècle
- 1426 : Thomas Beaufort, comte de Dorset, et duc d'Exeter (° v. 1377).
- 1460 : Richard Neville, baron anglais, 5e comte de Salisbury (° 1400).

### XVIesiècle
- 1510 : Blanche-Marie Sforza, seconde épouse de l'empereur Maximilien Ier du Saint-Empire romain germanique (° 5 avril 1472).

### XVIIesiècle
- 1610 : Ludolph van Ceulen, mathématicien allemand (° 28 janvier 1540).

### XVIIIesiècle
- 1705 : Catherine de Bragance, reine d'Angleterre, veuve de Charles II (° 25 novembre 1638).
- 1719 : John Flamsteed, astronome britannique (° 19 août 1646).
- 1793 : Armand-Louis de Gontaut Biron, militaire français (° 13 avril 1747).
- 1794 : Charles François Lhomond, prêtre, humaniste, pédagogue et grammairien français (° 1727).
- 1799 :
  - Louis Jean-Marie Daubenton, naturaliste français (° 29 mai 1716).
  - Jean-François Marmontel, encyclopédiste, historien, homme de lettres, philosophe et académicien français (° 11 juillet 1723).

### XIXesiècle
- 1829 : François Antoine Bodumont, peintre belge (° 5 novembre 1801).
- 1848 : Gottfried Hermann, philologue allemand (° 28 novembre 1772).
- 1860 : Sophie de Bawr, femme de lettres, compositrice, autrice française (° 8 octobre 1773).
- 1872 : Aleksis Kivi (Alexis Stenvall), écrivain national finlandais considéré comme le père de la littérature finnoise (° 10 octobre 1834).
- 1874 : Alexandre Ledru-Rollin, avocat et homme politique français (° 2 février 1807).
- 1876 : Catherine Labouré, religieuse française fille de la Charité, témoin d'apparitions mariales rue du Bac à Paris[8] (° 2 mai 1806).
- 1877 : Gustave Courbet, peintre réaliste français (° 10 juin 1819).
- 1882 : Léon Gambetta, homme politique français (° 2 avril 1838).
- 1894 : Thomas Joannes Stieltjes, mathématicien néerlandais (° 29 décembre 1856).

### XXesiècle
- 1907 : Garrett Serviss, athlète américain (° janvier 1881).
- 1917 : Karl Meyer, as de l'aviation allemande de la Première Guerre mondiale (° 29 janvier 1894).
- 1927 : Achille Enderlin, pionnier français de l'aviation, pilote d'essai de l'Aéropostale (° 30 octobre 1893).
- 1935 : Pierre Failliot, athlète et joueur de rugby français (° 25 février 1884).
- 1936 : Miguel de Unamuno, homme de lettres espagnol (° 29 septembre 1864).
- 1939 : Lucio D'Ambra, scénariste, réalisateur et producteur de cinéma italien (° 1er septembre 1879).
- 1940 : Arsène d'Arsonval, physicien et inventeur français (° 8 juin 1851).
- 1944 : Léon Gontier, militant socialiste et résistant français (° 19 janvier 1886).
- 1948 : Malcolm Campbell, pilote automobile britannique (° 11 mars 1885).
- 1949 : 
  - Nándor Dáni, athlète de demi-fond hongrois (° 30 mai 1871).
  - Howard C. Hickman, acteur, réalisateur, scénariste et dramaturge américain (° 9 février 1880).
- 1950 : 
  - Charles Koechlin, compositeur français (° 27 novembre 1867).
  - Jules Buysse, coureur cycliste belge(° 13 août 1901).
- 1952 : Montéhus (Gaston Mardochée Brunswick dit), chanteur engagé français (° 9 juillet 1872).
- 1957 : Albert Pomade, architecte français (° 31 janvier 1880).
- 1960 : Clarence Decatur Howe, homme politique canadien (° 15 janvier 1886).
- 1964 : Gertrude Michael, actrice américaine (° 1er juin 1911).
- 1966 : Raoul Lévy, producteur, scénariste et réalisateur belge (° 14 avril 1922).
- 1967 : 
  - Roger Ferdinand, auteur dramatique français (° 6 octobre 1898).
  - Arthur Mailey, joueur de crickey australien (° 3 janvier 1886).
- 1968 : Wilfrid Hamel, homme politique québécois (° 16 juillet 1895).
- 1970 : Raymond Mondon, homme politique français, maire de Metz entre 1947 et 1970 (° 8 mars 1914).
- 1971 : Lucien Hubbard, réalisateur, scénariste et producteur américain (° 22 décembre 1888).
- 1972 : Roberto Clemente, joueur de baseball portoricain (° 18 août 1934).
- 1973 : A. Edward Sutherland, réalisateur américain (° 5 janvier 1895).
- 1974 : 
  - Vernon Rylands Parton, écrivain britannique (° 2 octobre 1897).
  - Jean Lefeuvre, peintre paysagiste français (° 6 août 1882).
  - Laure Moulin, résistante et enseignante française (° 3 décembre 1892).
  - Handa Dogen, joueur de go japonais (° 1er janvier 1914).
  - Robert Pache, footballeur suisse (° 26 septembre 1897).
  - George William Patchett, pilote motocycliste et ingénieur britannique (° 23 décembre 1901).
  - Sverre Petterssen, météorologiste norvégien (° 19 février 1898).
  - George Carey, joueur anglo-canadien de hockey sur glace (° 4 novembre 1892).
- 1975 : 
  - Georges Cuisenaire, pédagogue belge (° 7 septembre 1891).
  - Jean Chevrier, acteur français (° 25 avril 1915).
- 1976 : 
  - Jacques Martin, sculpteur et médailleur français (° 7 août 1885).
  - Judith Westphalen, artiste peintre péruvienne (° 2 juin 1922).
  - Victor Simon, peintre français (° 23 janvier 1903).
  - Maurice Jordan, entrepreneur français (° 24 août 1899).
  - Hippolyte Réhault, homme politique français (° 26 février 1897).
- 1977 : 
  - Sabah al-Salim al-Sabah, homme politique koweïtien (° 12 avril 1913).
  - Allan Fleming, graphiste canadien (° 7 mai 1929).
  - Léonce Corne, acteur français (° 18 mars 1894).
  - Timothy Brown, juriste américain (° 24 février 1889).
  - Arsène Brivot, peintre et humoriste français (° 16 février 1898).
- 1978 : Basil Wolverton, auteur de bande dessinée et illustrateur américain (° 9 juillet 1909).
- 1980 :
  - Marshall McLuhan, éducateur, philosophe, sociologue, enseignant et théoricien de la communication canadien (° 21 juillet 1911).
  - Raoul Walsh, réalisateur américain (° 11 mars 1887).
- 1982 : Pierre Mirault, médecin et peintre du Nivernais (° 6 octobre 1899).
- 1985 :
  - Ricky Nelson (Eric Nelson dit Rick ou), acteur et chanteur-compositeur américain (° 8 mai 1940).
  - Sam Spiegel, producteur de cinéma américain (° 11 novembre 1901).
- 1986 : 
  - Annie Ducaux, actrice française (° 10 septembre 1908).
  - Piero Chiara, écrivain et scénariste italien (° 23 mars 1913).
- 1990 : Vassili Lazarev, cosmonaute soviétique (° 23 février 1928).
- 1991 : Felicja Blumental, pianiste polonaise (° 28 décembre 1928).
- 1993 : William Cowley, hockeyeur professionnel canadien (° 12 juin 1912).
- 1994 :
  - Leigh Bowery, artiste de performance, créateur de clubs et styliste anglais (° 26 mars 1961).
  - Woody Strode, footballeur et acteur américain (° 28 juillet 1914).
  - Bruno Pezzey, footballeur autrichien (° 3 février 1955).
- 1995 : Bill Nyrop, hockeyeur professionnel américain (° 23 juillet 1952).
- 1996 : Wesley Addy, acteur américain (° 4 août 1913).
- 1997 :
  - Floyd Cramer, pianiste américain (° 27 octobre 1933).
  - Billie Dove, actrice américaine (° 14 mai 1903).
  - Cameron Carter-Vickers, footballeur américain.
- 1999
  - Alain Gillot-Pétré, météorologue français (° 16 juin 1950).
  - Roger Lécureux, auteur de bandes dessinées français (° 7 avril 1925).
  - Elliot Richardson, homme politique américain (° 20 juillet 1920).
- 2000 :
  - Alan Cranston, journaliste et homme politique américain (° 19 juin 1914).
  - Louis-René des Forêts (Louis René Pineau des Forêts dit), écrivain français (° 28 janvier 1918).
  - José Greco, danseur de flamenco américain d'origine italienne (° 23 décembre 1918).

### XXIesiècle
- 2001 : 
  - Eileen Heckart, actrice américaine (° 29 mars 1919).
  - Paul Hubschmid, acteur suisse (° 20 juillet 1917).
  - David Swift, scénariste, réalisateur, animateur, acteur et producteur américain (° 27 juillet 1919).
- 2003 : Enrique Buenaventura, metteur en scène et homme de théâtre colombien (° 19 février 1925).
- 2004 : Gérard Debreu, mathématicien et économiste français, prix Nobel d'économie en 1983 (° 4 juillet 1921).
- 2005 : Phillip Whitehead, homme politique, producteur et réalisateur de télévision du Royaume-Uni (° 30 mai 1937).
- 2006 :
  - Albert Denvers, homme politique français (° 21 février 1905).
  - Seymour Martin Lipset, sociologue américain (° 18 mars 1922).
  - Liese Prokop, athlète et femme politique autrichienne (° 27 mars 1941).
- 2007 :
  - Milton L. Klein, avocat et homme politique canadien (° 21 février 1910).
  - Ettore Sottsass, designer italien (° 14 septembre 1917).
- 2008 : 
  - Donald E. Westlake, écrivain et scénariste américain (° 12 juillet 1933).
  - Brad Sullivan, acteur américain (° 18 novembre 1931).
- 2009 :  
  - Cahal Brendan Daly, cardinal irlandais (° 1er octobre 1917).
  - Glauco Onorato, acteur italien (° 7 décembre 1936).
- 2010 :
  - Raymond Impanis, coureur cycliste belge (° 19 octobre 1925).
  - Per Oscarsson, acteur suédois (° 28 janvier 1927).
- 2012 :
  - Susana Dalmás, professeure d'histoire et sénatrice du Front large (° 16 juin 1948).
  - Jovette Marchessault, romancière, poète, dramaturge, peintre et sculptrice québécoise (° 9 février 1938).
  - Tarak Mekki, homme d'affaires et homme politique tunisien (° 27 juin 1958).
  - James B. Reuter, prêtre jésuite américain (° 21 mai 1916).
  - Jean-Henri Roger, cinéaste français (° 24 janvier 1949).
- 2013 : James Avery, acteur américain (° 27 novembre 1945).
- 2014 : Edward Herrmann, acteur américain (° 21 juillet 1943).
- 2015 :
  - Natalie Cole, chanteuse américaine (° 6 février 1950).
  - Wayne Rogers, acteur américain (° 7 avril 1933).
- 2016 :
  - David Meltzer, écrivain, poète et musicien américain (° 17 février 1937).
  - Robert Taussat, historien français (° 24 juin 1920).
  - William Christopher, acteur américain (° 20 octobre 1932).
- 2017 :
  - Frédéric Forte, joueur de basket français, entraineur du Limoges Cercle Saint-Pierre (° 27 janvier 1970).
  - François d'Orléans, issu de la maison d’Orléans, dauphin de France (° 7 février 1961).
- 2018 : 
  - Kader Khan, scénariste, acteur et producteur indien (° 22 octobre 1937).
  - Al Reinert, réalisateur, scénariste et producteur américain (° ca. 1947).
  - Richard Marks, monteur et coproducteur américain (° 10 novembre 1943).
- 2020 :
  - John Cardos, réalisateur américain (° 20 décembre 1929).
  - Jean-Pierre Coursodon, critique et historien français du cinéma, traducteur d'ouvrages sur le 7e art (° 23 juillet 1935).
  - Robert Hossein, réalisateur, acteur, scénariste, dialoguiste et metteur en scène français (° 30 décembre 1927).
- 2021 : 
  - Joe Comuzzi, homme politique canadien (° 5 avril 1933).
  - Elihu Katz, sociologue américain (° 21 mai 1926).
  - Vadim Khamouttskikh, volleyeur et ensuite entraîneur soviétique puis russe (° 26 novembre 1969).
  - Ivan Mozgovenko, clarinettiste soviétique puis russe (° 13 février 1924).
  - Luigi Negri, archevêque catholique italien (° 26 novembre 1941).
  - Betty White, actrice et productrice américaine (° 17 janvier 1922).
- 2022 :
  - Sergueï Baoutine, hockeyeur sur glace soviétique puis russe (° 11 mars 1967).
  - Joseph Aloisius Ratzinger, prélat catholique allemand et 265e pape sous le nom de Benoît XVI (° 16 avril 1927).
  - Mohamed Cherkaoui, homme politique et nationaliste marocain (° 5 mars 1921).
  - Colette Godard, journaliste, critique dramatique, essayiste française (° 7 mars 1926).
  - Daniel Labille, évêque catholique français (° 15 octobre 1932).
  - Anita Pointer, chanteuse américaine du groupe The Pointer Sisters (° 23 janvier 1948).
  - Daniel Rigolet, marin français, inventeur d'une combinaison de survie pour les marins (° 5 juin 1930).
  - Salvador Sánchez-Terán, homme politique espagnol (° 14 avril 1934).
- 2023 :
  - Sergueï Belochnikov, écrivain, scénariste et réalisateur soviétique puis russe (° 19 novembre 1952).
  - Claude Bloch, déporté français, survivant des camps de concentration (° 1er novembre 1928).
  - Shecky Greene, humoriste américain (° 8 avril 1926).
  - Melissa Hoskins, coureuse cycliste australienne (° 24 février 1991).
- 2024 :
  - Angelo Amato, cardinal-prêtre italien (° 8 juin 1938).
  - Brian Freemantle, écrivain britannique (° 10 juin 1936).
  - Tom Johnson, compositeur franco-américain (° 18 novembre 1939).
  - Buddy MacKay, homme politique américain (° 22 mars 1933).
  - Nahit Menteşe, homme politique turc (° 1932).
  - Arnold Rüütel, homme d'État estonien (° 10 mai 1928).
  - Jocelyne Wildenstein, personnalité de la vie mondaine new yorkaise suisse-américaino-française (° 7 septembre 1945).

## Célébrations

### Internationales et nationales
- Informellement le réveillon, de la saint-Sylvestre de ce 31 au Nouvel An le lendemain 1er janvier, à l'occidentale mais très globalisé,
  - en quelque sorte dès 12h / midi heure(s) de Greenwich / Paris, puisque le premier fuseau horaire à l'ouest de la ligne de changement de date du centre de l'Océan Pacifique bascule alors déjà dans l'année suivante à minuit / 0h, secondes puis minutes locales, chacun des 24 fuseaux suivants s'égrenant ensuite jusqu'à 12h / midi du jour de l'an "G.M.T." (et peu voire prou au 180e (anti)méridien ouest/est).Feux d'artifice du nouvel an 2003 à Sydney en Australie.

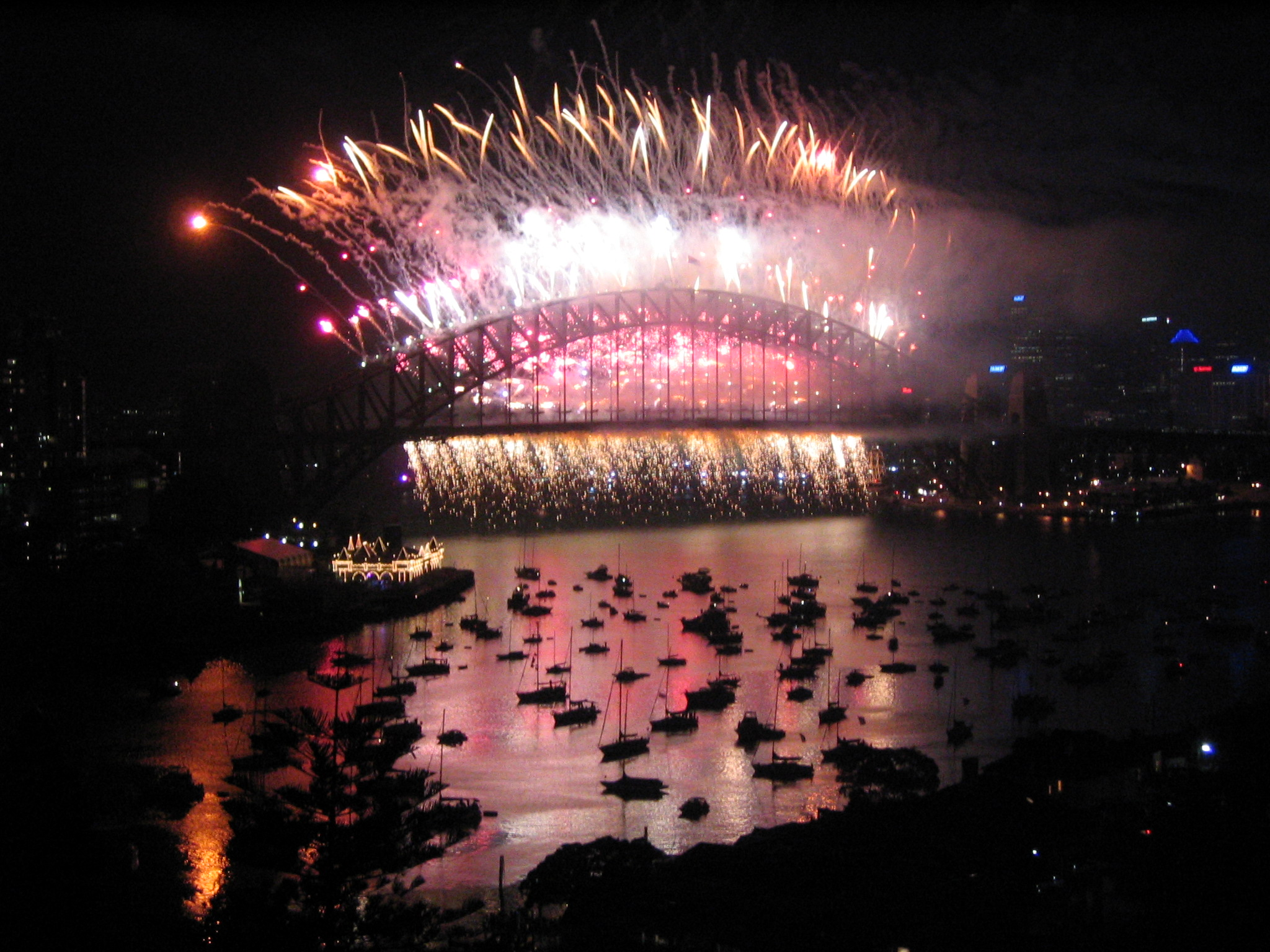
Feux d'artifice du nouvel an 2003 à Sydney en Australie.

  - Journée entière du 31 fériée au moins en Lettonie par exemple ;
  - tirs de feux d'artifice dans de nombreux pays à travers le monde comme l'Australie (photographie), l'Italie et leurs diasporas, etc., surtout à partir du 1er janvier à minuit heures locales, la ligne de changement de date "fusant (donc progressivement) foi" d'est en ouest ;
  - en Écosse (Royaume-Uni), célébration du nouvel an dans la tradition du Hogmanay ;
  - en Espagne et dans divers pays latino-américains, rite populaire des doce uvas (es), qui consiste à avaler douze grains de raisin sans s'étouffer, un pour chacun des douze coups de minuit (par exemple devant la Puerta del sol de Madrid), etc.
- Azerbaïdjan et diaspora azérie : dünya azərbaycanlıların həmrəyliyi günü / journée de solidarité des Azerbaïdjanais du monde affirmant l'unité de tous les Azéris, ceux restés au pays comme ceux dispersés dans le monde[9].
- Canton de Genève en Suisse : « restauration de la République » dans la métropole.

### Religieuses
- Christianisme catholique : célébration solennelle du Te Deum, le Pape le célébrant habituellement dès l'après-midi du 31 décembre[10].
- Christianisme orthodoxe : mémoire de Zotique l’orphanotrophe avec lecture de Ro. 1, 1(-17) et de Mt. 2, 12(-15) dans le lectionnaire de Jérusalem.

### Saints des Églises chrétiennes

#### Saints des Églises catholiques et orthodoxes
Saints des Églises catholiques et orthodoxes :
- Barbatien (Ve siècle ou VIe siècle), prêtre et confesseur à Ravenne en Émilie-Romagne.
- Colombe de Sens († 258 ou 274), vierge et martyre à Sens, en Bourgogne aujourd'hui française.
- Donate, Pauline, Rustique, Nominande, Sérotine, Hilarie († ?, peut-être le Ier siècle) et quatre compagnes, martyres à Rome.
- Festus de Valence (Ve siècle), ou Sextus, évêque.
- Gélase de Palestine (Ve siècle), moine en Palestine.
- Marius d'Avenches († 596), évêque.
- Mélanie († 439), Mélanie la Romaine, ou Mélanie la Jeune, fondatrice de monastères, recluse au mont des Oliviers, près de Jérusalem.
- Pierre de Subiaco († 1003), moine et martyr.
- Pinien (Ve siècle), saint laïc.
- Savinien et Potentien († v. 300), martyrs.
- Sylvestre († 335), Sylvestre Ier de Rome, 33e pape, de 314 à 335.
- Zotique († v. 350), martyr.

#### Saints et bienheureux des Églises catholiques
Saints et bienheureux des Églises catholiques :
- Alain de Solminihac († 1659), bienheureux évêque de Cahors.
- Garembert (cs) († 1141), bienheureux, de l'Ordre des Prémontrés, qui fonda le monastère du Mont-Saint-Martin, dans le diocèse de Cambrai.
- Joséphine Nicoli († 1924), bienheureuse religieuse italienne.
- Offa († 1070), Abbesse italienne.

#### Saints orthodoxes
- Cyriaque de Bisericani († 1730), moine moldave.
- Théophylacte d'Ohrid († 1126), évêque, théologien et orateur.

### Prénoms du jour
Bonne fête aux Sylvestre et ses variantes : Sylvester, Silvestro, Sly, etc. (voir aussi les Sylvie etc. les 5 novembre etc.).
Et aussi aux :
- Colombe et ses variantes : Colombina, Colombine, Yona, Yonah, Yoni, Yonie etc. (voir(e) les Jonas, Yunus etc.).
- Mélanie et ses variantes : Melany, Mélany, Melania, Mélania etc.
- Paloma et ses variantes : Palometa, Palomita, Palombella etc., par analogie sémantique avec les Colombe ci-avant.

## Traditions et superstitions
Tour du monde de festivités plus haut, de midi ce 31 à midi du premier janvier suivant en heure(s) de Paris, GMT voire T.U., surtout à partir de la nuit venue (encore longue dans l'hémisphère nord terrestre environ une semaine après le solstice hiémal).

### Dictons
- « À la sainte Mélanie, de la pluie n'en veut mie. »[13]
- « Chaque Saint-Sylvestre sonnée, nous fait [ / rend ] plus vieux d'une année. »[14]

### Astrologie
- Signe du zodiaque : 10e jour du Capricorne.

## Toponymie
- Les noms de plusieurs voies, places, sites ou édifices de pays ou régions francophones contiennent cette date sous diverses graphies : voir Trente-et-Un-Décembre .